# Metrophanes von Konstantinopel
Metrophanes von Konstantinopel († 326) war der erste historisch nachgewiesene Bischof von Konstantinopel. 
Sein Vater Dometius, ein Bruder des römischen Kaisers Probus, bekehrte sich zum Christentum und reiste aufgrund einer Christenverfolgung mit zwei Söhnen, Probus und Metrophanes, von Rom nach Byzantion. Dort sollen die drei vom damaligen Bischof Titus unterrichtet und zu Priestern geweiht worden sein. Nach dem Tod des Titus sei erst Dometius (272–303) und dann seine Söhne Probus (303–315)  und Methrophanes (316–324) Bischof von Byzantium geworden sein.
Am ersten Konzil von Nicäa konnte Metrophanes wegen seines hohen Alters nicht teilnehmen. An seiner Stelle ging sein Stellvertreter und späterer Nachfolger Alexander von Konstantinopel.
Einige Historiker datieren seine Amtszeit auf die Jahre 306 bis 314 und vermuten, er sei ein Sohn des Probus gewesen.
Metrophanes starb 326. Sein Gedenktag ist der 4. Juni.